# 拉拉河镇
拉拉河镇，是中华人民共和国吉林省辽源市东丰县下辖的一个乡镇级行政单位。

## 行政区划
拉拉河镇下辖以下地区：
拉拉河村、鲜丰村、双福村、万福村、兴隆村、福安村、永乐村、六道村、四道村和增福村。